# Vijay Iyer
Vijay Iyer (Albany, 26 ottobre 1971) è un pianista e compositore statunitense.

## Discografia parziale
- 1995 – Memorophilia
- 1997 – Poisonous Prophets
- 1998 – Architextures
- 2001 – Panoptic Modes
- 2002 – Your Life Flashes (come trio Fieldwork, con Aaron Stewart e Elliot Humberto Kavee)
- 2003 – In What Language? (con Mike Ladd)
- 2003 – Blood Sutra
- 2005 – Reimagining
- 2005 – Simulated Progres (come trio Fieldwork, con Steve Lehman e Elliot Humberto Kavee)
- 2006 – Raw Materials (con Rudresh Mahanthappa)
- 2007 – Still Life with Commentator (con Mike Ladd)
- 2008 – Door (come trio Fieldwork, con Steve Lehman e Tyshawn Sorey)
- 2008 – Tragicomic
- 2009 – Historicity
- 2010 – Solo
- 2011 – Tirtha (con Prasanna e Nitin Mitta)
- 2012 – Accelerando
- 2014 – Mutations
- 2015 – Break Stuff
- 2016 – A Cosmic Rhythm with Each Stroke (con Wadada Leo Smith)
- 2017 – Far From Over